# Революционный национализм
Революционный национализм — название, которое применялось к политической философии различных националистических политических движений, которые хотят достичь своих целей посредством революции против установленного порядка. К революционным националистам относят некоторые политические течения времён Французской революции, ирландских республиканцев, участвовавших в вооружённой борьбе против британской короны, движение канвыонг против французского правления во Вьетнаме, индийское национально-освободительное движение в XX веке, некоторых участников Мексиканской революции, Бенито Муссолини и итальянских фашистов, одно из течений консервативных революционеров в Веймарской республике, национал-большевизм, автономное правительство Хорасана в Иране 1921 года, Аугусто Сесара Сандино и его сторонников в Никарагуа, Националистическое революционное движение в Боливии, чёрных националистов в США и некоторые движения за независимость Африки.

## Азия
Термин «революционный национализм» использовался для описания элементов индийского движения за независимость, которые выступали против британского правления в Индии. Индийский штат Джаркханд был местом расположения ряда революционных националистических политических групп с начала XX века. В период между 1902 и 1918 годами, и особенно с 1912 года, Дакка Анушилан Самити и другие националистические движения из Бенгалии развернули свою деятельность в Джаркханде с целью поднять восстание против британского правления. Они пытались получить динамит, порох и другие взрывчатые вещества из шахт Джаркханда, но их деятельность была раскрыта, и многие революционные националисты были арестованы.
В Бихаре, индийском штате, расположенном к северу от Джаркханда, в начале XX века также существовали радикальные организации, выступавшие за независимость, которые были описаны как революционные националисты или как террористы. Они «верили в методы насилия для обеспечения свободы» и предсказуемо столкнулись с усиливающимися репрессиями со стороны властей. Когда их арестовали, они получили юридическую помощь от членов Индийского национального конгресса, хотя Конгресс выступал против применения насилия.
В Индии революционный национализм также отождествляется с памятью Бхагата Сингха, основателя и руководителя Индийской социалистической республиканской ассоциации, казнённого британцами в 1931 году за убийства полицейского в Лахоре.
В истории Вьетнама термин революционный национализм использовался для обозначения движения французского колониального правления, которая началась в 1880-х годах среди патриотически настроенных вьетнамских судебных чиновников и провинциальной элиты, которые сформировали движение Канвыонг. Они стремились восстановить власть вьетнамского императора и сохранить традиционное общество, но былы побеждены превосходящей французской огневой мощью. Позже они вдохновило второе поколение антиколониальных лидеров в XX веке.
Восстание полковника Мухаммед Таги-хан Пусияна в Персии 1921 года было описано как эксперимент в области революционного национализма. Пусиян возглавлял автономное правительство со штаб-квартирой в Мешхеде, которое выступало в качестве соперника центрального правительства во главе с Реза-ханом после переворота 1921 года.

## Америка
В 1941 году в Боливии была образована партия Националистическое революционное движение, которая возглавила Национальную революцию 1952 года и правила страной по 1964 год. По словам Уинстона Мура Касановаса, революционный национализм «стал антиолигархической идеологией доминируемого сектора, официальной идеологией боливийского государства после 1952 года и лежит в основе обоснования авторитарных военных режимов, находящихся у власти с 1964 года».
В Перу правление военного правительства Хуана Веласко Альварадо с 1968 по 1975 год было названо революционным националистическим периодом в истории страны.
Никарагуанский революционный лидер Аугусто Сесар Сандино, боровшийся против оккупации Никарагуа Соединёнными Штатами в конце 1920-х и начале 1930-х годов, также был назван революционным националистом.
Некоторые аспекты Мексиканской революции 1910—1920 годов были отождествлены с революционным национализмом. Например, по словам Роберта Ф. Алегре, мексиканские железнодорожники «приняли революционный национализм как выражение своего неодобрения иностранного владения железными дорогами, несомненно, усиленного их презрением к иностранным менеджерам». Алегре также утверждает, что «революционный национализм черпал и усиливал мужественность риэлеро — взгляд рабочих на себя как на отчетливо сильных, смелых и независимых. Их участие в вооруженном конфликте подчеркивало эти качества».
Президент Венесуэлы Уго Чавес описывал своё политическое движение как «революционное националистическое».
В Соединённых Штатах некоторые чёрные националистические группы рассматривались как представляющие форму революционного национализма. Особенно после убийства Мартина Лютера Кинга в 1968 году, когда некоторые лидеры афроамериканцев пришли к выводу, что расовая интеграция невозможна и что для создания независимой чёрной нации необходима «Чёрная революция». Одним из таких лидеров был Руди Шилдс, который поддержал чёрный сепаратизм в 1969 году, потому что «чувствовал, что если мы будем разделены, то мы будем лучше и сильнее, потому что, когда белые люди будут учить ваших детей, то они получат белую концепцию жизни». Эта точка зрения пошла на убыль в последующие десятилетия, но революционно-националистические темы были определены как элемент джазовой музыки ещё в 1980-х годах, когда они оказали влияние на азиатско-американских музыкантов.

## Африка
Несколько африканских движений за независимость в XX веке были охарактеризованы как революционно-националистические.
В 1956 году Амилкар Кабрал основал революционно-националистическиую Африканскую партию независимости Гвинеи и Кабо-Верде. Партия начала вооружённую борьбу против португальских колониальных властей в 1963 году, и в конечном итоге Гвинея-Бисау и Кабо-Верде добились независимости в 1974 и 1975 годах соответственно. Эта колониальная война в итоге привела к возникновению Движения вооруженных сил в самой Португалии, которое свергло диктатуру в этой стране. Революционный национализм Кабрала был воплощён в концепции «единства и борьбы», которая была направлена на объединение различных этнических и культурных общин Гвинеи-Бисау и Кабо-Верде в единую национальную идентичность, основанную на борьбе против колониального правления.
Другое африканское движение, идеологию которого описывают как революционный национализм, — Народный фронт за демократию и справедливость (НФОЭ) в Эритрее. Идеология НФОЭ подчёркивает наследие борьбы Эритреи за независимость и стремится «привить ценности Борьбы эритрейской молодежи, свободно (а иногда и напрямую) моделируя опыт бойцов в войне за освобождение». Кроме того, НФОЭ  продвигает «идею многокультурного, многорелигиозного, единого национального целого».
Революционный национализм также был определён как тема в работах кенийского писателя и драматурга левых вглядов Нгуги Ва Тхионго.

## Европа
В Европе термин «революционный национализм» применялся к различным националистическим политическим движениям, начиная с Французской революции XVIII века. Французский революционный национализм был формой гражданского национализма, стремившейся навязать общую национальную идентичность всему населению Франции, независимо от этнического происхождения или региональных культур и языков. Этот национализм был революционным в том, что он был направлен на «гомогенизацию человечества», не желая «исключать тех, кто не соответствует определенному этническому профилю, а скорее включать тех, кто готов принять определенную культурную идентичность».
Ирландский национализм XIX века также характеризовался как революционный национализм, поскольку стремился к революционному свержению британского правления в Ирландии. После подавления выступлений «Молодой Ирландии» в 1848 году многие её лидеры бежали в изгнание в Париж, где «оказались в интеллектуальном центре революционного национализма». Ирландские революционеры в изгнании установили контакты с польскими националистами, которые также боролись за национальную независимость и отстаивали идеи «„целительного“ терроризма и мобилизации крестьянства для актов насилия», что вдохновляло ирландский революционный национализм. Ирландских революционных националистов стали называть фениями, и это движение включало ирландские организации по обе стороны Атлантики, такие как Ирландское республиканское братство и Братство фениев.
В начале XX века в Италии экс-социалист Бенито Муссолини избрал для себя радикальную форму итальянского национализма, которая получила название революционного национализма. По словам А. Джеймса Грегора, у Муссолини был нечёткий и неточный подход к концепции революционного национализма к 1909 году, хотя он признавал его историческую роль, которая позже легла в основу его последующих взглядов. На этом раннем этапе, несмотря на склонность Муссолини к национализму, он всё ещё был противником традиционного патриотизма и традиционного националистического призыва, полагая, что привилегированные классы и традиционная буржуазия просто используют национализм «всякий раз, когда можно было получить прибыль». А. Джеймс Грегор описывает подход Муссолини к своей версии национализма следующим образом:
Революционный национализм Муссолини, хотя он и отличался от традиционного патриотизма и национализма буржуазии, демонстрировал многие из тех черт, которые мы сегодня отождествляем с национализмом слаборазвитых народов. Это был антиконсервативный национализм, который предвосхитил огромные социальные изменения; он был направлен как против иностранных, так и против внутренних угнетателей; он вызывал в воображении образ обновлённой и возрождённой нации, которая выполнит историческую миссию; он призывал к моральному идеалу бескорыстной жертвы и преданности делу служения коллективным целям; и он вспоминал о древней славе и предвкушал общую и большую славу.
В 1914 году Роберт Михельс, ранний революционный синдикалист, который позже присоединился к Национальной фашистской партии, призвал к «революционному национализму бедных» с целью содействия индустриализации в Италии, поскольку считал, что «именно промышленность позволяет людям жить и процветать в современном мире», а без зрелой промышленной базы народ оказывается объектом международного презрения.
После Второй мировой войны во Франции термин «революционный национализм» был принят в качестве самоописания движением Третьего пути, которое стремилось быть политически синкретичным и объединяло крайне правый национализм и левый национализм.